# Delivery Service of Corpse
Delivery Service of Corpse (黒鷺死体宅配便, Kurosagi Shitai Takuhaibin, lit. "Prestação de serviço a cadáveres") é um mangá escrito por Eiji Otsuka e ilustrado por Housui Yamazaki. No Japão é publicado pela Kadokawa Shoten e no Brasil pela Conrad. 
Nos Estados Unidos é publicado pela Dark Horse Comics sob o nome "The Kurosagi Corpse Delivery Service".  No Japão, a história foi inicialmente publicada em Kadokawa Shoten, e desde Outubro de 2006 passou a ser contada em Shonen Ace, passando para Young Ace em 2009.  Em ambas as versões ocidentais o mangá se destaca nas bancas e lojas especializadas pela capa estilizada, com tons sóbrios e neutros, em fundo de cor que lembra papel reciclado.
É uma história de horror focalizando um grupo de cinco estudantes universitários de uma faculdade budista que se incumbem de cumprir com os últimos desejos de falecidos. Cada jovem tem uma habilidade especial.